# Друга космичка брзина
Познато је да се у Земљиној орбити налазе многи вештачки сателити који се користе у хидрометеоролошке, телекомуникационе, војне и сличне сврхе. Постоје стационарни сателити који се налазе стално изнад једне исте тачке на Земљи јер се крећу истом брзином као и Земља и нестационарни који, у зависности од потребе, круже око планете Земље и снимају оно што нас на њој интересује.
Пошто се гравитационо поље Земље теоретски протеже у бесконачност, тако и на сателите као и на остала тела на и око Земље делује исто гравитационо поље. Принцип кружења сателита око Земље самим тим и Месеца, а који важи за било који свемирски објекат као што је Сунце, звезде и сл. заснива се на принципу хоризонталног хица као што је камен, који пада, али никада не падне, него почиње да кружи због закона о очувању енергије. То важи за одређену брзину. Може се видети и на примеру Земље и њених сателита. Да би се неко тело кретало по кружној путањи око Земље мора имати тачно одрађену брзину за дату висину на којој се тело налази. Тако нпр. први вештачки Земљин сателит Спутњик 1 (СССР), који је лансиран 04.10.1957. године, масе 83,6 кг на висину од 900 км је морао да се креће брзином од 7,4 км/с. Када би се кретао брзином мањом од те, пао би на Земљу. Ова брзина се назива Прва космичка брзина за дату висину, а то је она минимална брзина којом се морају кретати тела да не би пала на Земљу, већ да постану њени сателити и круже око ње.
Ова космичка брзина зависи од висине, јер се са порастом висине смањује јачина гравитационог деловања Земље, тако да нам је потребна мања брзина да бисмо савладали ово деловање. Ако би тело имало већу брзину од Прве космичке брзине, тело се више не би кретало по кружници, него би његова путања попримила изглед елипсе у чијој се једној жижи налази Земља. Ако би брзина била још већа изглед путање би попримио облик параболе, затим хиперболе, док би при одређеним, много већим брзинама, изашао из Земљине орбите и не би више био њен сателит. Тело када добије минималну брзину од 11,2 км/с престаје бити Земљин сателит и излази из њене орбите. Међутим, то тело неће наставити да се креће праволинијски него ће почети да се креће по елипси око Сунца и тиме постати Сунчев сателит. Ово је минимална брзина да се тело ослободи утицаја Земљиног гравитационог поља и да његово кретање зависи само од Сунчевог гравитационог поља и назива се Друга космичка брзина. Треба имати на уму да је тело и кад се кретало око Земље било под утицајем Сунчевог гравитационог поља, али није имало толику улогу јер је Земљино поље било јаче. Ако би брзина тела била већа од ове Друге космичке брзине, онда би се тело кретало по сличном принципу као и око Земље, дакле по параболи, па по хиперболи, да би се на крају ослободило Сунчевог деловања. Да би тело престало бити Сунчев сателит и напустило наш Сунчев систем, постало сателит центра наше галаксије, мора имати брзину од око 16,2 км/с. Ова минимална брзина се назива Трећа космичка брзина. Четвртом космичком брзином се назива она брзина којом морамо лансирати тело да би изашло изван наше галаксије и износи 290 км/с.
Брзина бекства на растојању d од центра сферно симетричног примарног тела (као што је звезда или планета) са масом M је дата формулом
{\displaystyle v_{e}={\sqrt {\frac {2GM}{d}}}={\sqrt {2gd}}}
где је G универзална гравитациона константа (G ≈ 6.67×10−11 m3·kg−1·s−2) и g локално гравитационо убрзање (или површинска гравитација, када је d = r). Брзина бежања је независна од масе објекта који бежи. На пример, брзина бекства са Земљине површине је око 11,186 km/s (40.270 km/h; 25.020 mph; 36.700 ft/s), а површинска гравитација је око 9,8 m/s2 (9,8 N/kg, 32 ft/s2).
Када је дата почетна брзина {\displaystyle V} већа од брзине бекства {\displaystyle v_{e},}, објекат ће се асимптотски приближити хиперболичном вишку брзине {\displaystyle v_{\infty },} задовољавајући једначину:
{\displaystyle {v_{\infty }}^{2}=V^{2}-{v_{e}}^{2}.}

## Преглед
Постојање излазне брзине је последица очувања енергије и енергетског поља коначне дубине. За објекат са датом укупном енергијом, који се креће под дејством конзервативних сила (као што је статичко гравитационо поље) могуће је само да објекат достигне комбинације локација и брзина које имају ту укупну енергију; а места која имају већу потенцијалну енергију од ове се уопште не могу достићи. Додавањем брзине (кинетичке енергије) објекту проширује могуће локације до којих се може доћи, све док, са довољно енергије, не постану бесконачне.
За дату гравитациону потенцијалну енергију на датој позицији, брзина бекства је минимална брзина коју објекат без погона треба да има да би могао да „побегне” од гравитације (тј. тако да гравитација никада неће успети да га повуче назад). Брзина бекства је скаларна величина, јер не одређује правац: без обзира у ком правцу се креће, објекат може да побегне из гравитационог поља (под условом да се његова путања не пресеца са планетом).
Елегантан начин да се изведе формула за брзину бекства је коришћење принципа очувања енергије (за други начин, заснован на раду, погледајте испод). Ради једноставности, осим ако није другачије наведено, претпоставља се да ће објекат избећи гравитационо поље униформне сферне планете удаљавајући се од ње и да је једина значајна сила која делује на покретни објекат гравитација планете. Ако се замисли да се свемирски брод масе m у почетку налази на удаљености r од центра масе планете, чија је маса M, а његова почетна брзина једнака је брзини бекства, {\displaystyle v_{e}}. У свом коначном стању, биће бесконачно удаљен од планете, а његова брзина ће бити занемарљиво мала. Кинетичка енергија K и гравитациона потенцијална енергија Ug су једине врсте енергије које се овде разматрају (занемарује се отпор атмосфере), те је према очувању енергије,
{\displaystyle (K+U_{g})_{\text{initial}}=(K+U_{g})_{\text{final}}}
Може се поставити Kfinal = 0, јер је коначна брзина произвољно мала, а Ugfinal = 0 јер је коначна удаљеност бесконачна, те је
{\displaystyle {\begin{aligned}\Rightarrow {}&{\frac {1}{2}}mv_{e}^{2}+{\frac {-GMm}{r}}=0+0\\[3pt]\Rightarrow {}&v_{e}={\sqrt {\frac {2GM}{r}}}={\sqrt {\frac {2\mu }{r}}}\end{aligned}}}
где је μ стандардни гравитациони параметар.
Исти резултат се добија релативистичким прорачуном, у ком случају променљива r представља радијалну координату или смањени обим Шварцшилдове метрике.

## Једначине
Да бисмо израчунали другу космичку брзину за Земљу потребно је упитати се колика би била брзина објекта који би из бесконачности падао на Земљу. Очигледно, то је иста та брзина коју је потребно дати објекту да би се ослободио Земљине гравитације.
Закон очувања енергије:
{\displaystyle {\frac {mv_{2}^{2}}{2}}-{\frac {GmM}{R}}=0}
где слева стоји кинетичка енергија и потенцијална енергија. Овде је m — маса тела, M — маса планете, R — радијус планете, G — гравитациона константа, v2 — друга космичка брзина.
Решавајући по v2, добијамо:
{\displaystyle v_{2}={\sqrt {2G{\frac {M}{R}}}}}
Између прве и друге космичке брзине постоји једноставан однос:
{\displaystyle v_{2}={\sqrt {2}}v_{1}}
Квадрат брзине ослобађања је једнак двоструком њутновском потенцијалу у почетној тачки (на пример на површини планете):
{\displaystyle v_{2}^{2}=2\Phi =2{\frac {GM}{R}}}
Да бисмо израчунали другу космичку брзину која је потребна да би нека летелица масе м напустила гравитационо поље свемирског тела масе М, потребно је упознати се са појмом потенцијалне енергије тела у гравитационом пољу коју смо видели и горе. Потенцијална енергија тела масе m које се налази на гравитационом пољу тела масе M и удаљености r од његовог центра, дата је изразом:
{\displaystyle E_{p}=-G{\frac {mM}{R}}}
{\displaystyle G=6.67\times 10^{-11}m^{3}kg^{-1}s^{-2}} (универзална гравитациона константа)
До овог израза лако се долази ако израчунамо рад који је потребан да бисмо преместили тело масе m у гравитационом пољу(тела масе M). Наиме, рад се израчунава као производ силе (овде је то гравитациона сила) и пређеног пута (одговара промени удаљености тела). Једини је проблем у том рачуну што се гравитациона сила мења на том путу, па је потребно употребити диференцијални рачун, а до резултата се може доћи и елементарном математиком, заменимо ли гравитациону силу на том путу њеном средњом геометријском вредношћу. Негативни предзнак нам указује да се потенцијална енергија повећава са повећањем удаљености. Наиме, да бисмо тело преместили у већу удаљеност потребно је уложити рад, дакле, потенцијална енергија тела се повећава.
Кинетичка енергија коју је потребно уложити да бисмо тело преместили из удаљености {\displaystyle r_{1}} у удаљеност {\displaystyle r_{2}} одговараће промени потенцијалне енергије тела:
{\displaystyle {\frac {mv^{2}}{2}}=G{\frac {mM}{r_{1}}}-G{\frac {mM}{r_{2}}}}
На темељу овог израза можемо израчунати брзину која је потребна да бисмо тело масе m преместили из удаљености {\displaystyle r_{1}} у удаљеност {\displaystyle r_{2}} у гравитационом пољу тела масе M. Преместимо ли тело у бесконачност, десни члан у овој горе једначини једнак је нули и тада за другу космичку брзину добијемо:
{\displaystyle v_{2}={\sqrt {2G{\frac {M}{R}}}}}
Што је она формула одозго.

## Друга космичка брзина разних небеских тела
| Небеско тело | Маса (у односу на масу Земље) | Друга космичка брзина, | Небеско тело | Маса (у односу на масу Земље) | Друга космичка брзина, |
| ------------ | ----------------------------- | ---------------------- | ------------ | ----------------------------- | ---------------------- |
| Меркур       | 0,055                         | 4,3                    | Сатурн       | 95,3                          | 36,0                   |
| Венера       | 0,82                          | 10,22                  | Уран         | 14,5                          | 22,0                   |
| Земља        | 1                             | 11,2                   | Нептун       | 17,5                          | 24,0                   |
| Марс         | 0,108                         | 5,0                    | Месец        | 0,0123                        | 2,4                    |
| Јупитер      | 318,3                         | 61,0                   | Сунце        | 333000                        | 617,7                  |